# Joan Allen
Joan Allen (født 20. august 1956) er en amerikansk teater-, tv- og filmskuespiller. Hun vandt i 1988 en Tony Award for bedste kvindelige hovedrolle i et skuespil for sin Broadway-debut i Burn This. Hun er nomineret tre gange til en Oscar. Hun modtog bedste kvindelige birolle nomineringer for Nixon (1995) og Heksejagt (1996), og en bedste kvindelige hovedrolle nominering for The Contender (2000).
Allen begyndte sin skuespillerkarriere i 1977 med Steppenwolf Theatre Company. Hendes New York-scenekreditter omfatter And a Nightingale Sang (1984) og The Heidi Chronicles (1988). Hendes andre filmroller omfatter Manhunter (1986), Peggy Sue blev gift (1986), Tucker - en mand og hans drøm (1988), The Ice Storm (1997), Face/Off (1997), Pleasantville (1998), The Bourne Supremacy (2004), Det ku' ikke være bedre (2005), The Bourne Ultimatum (2007), Death Race (2008), The Bourne Legacy (2012) og Room (2015). Hun medvirkede i ABC-dramaet The Family (2016).

## Opvækst og uddannelse
Allen, den yngste af fire børn, blev født i Rochelle, Illinois, datter af Dorothea Marie (født Wirth), en husmor, og James Jefferson Allen, en ejer af en tankstation.  Hun har en storbror, David, og to storesøstre, Mary og Lynn. Allen gik på Rochelle Township High School, og blev stemt for største sandsynlighed for at gennemføre. Hun behøvede først at deltage i Eastern Illinois University og medvirkede i et par skuespil med John Malkovich, som også var studerede der og gik derefter på Northern Illinois University, hvor hun blev uddannet med en BFA i teater.
Allen begyndte sin karriere som en sceneskuespiller og på tv før sin filmdebut i filmen En tand for meget (1985). Hun blev medlem af Steppenwolf Theatre Company Ensemble i 1977, da John Malkovich bad hende om at deltage. Hun har været medlem siden. I 1984 vandt hun en Clarence Derwent Award for hendes skildring af Hellen Stott i And a Nightingale Sang.

## Karriere
I 1989 vandt Allen en Tony Award for sin Broadway-debutpræstation i Burn This. Hun medvirkede også i den Pulitzerprisvindende skuespil Heidi Chronicles.
Hun modtog Oscar-nomineringer for bedste kvindelige birolle for sine roller som Pat Nixon i Nixon (1995) og som Elizabeth Proctor, en kvinde anklaget for hekseri, i Heksejagt (1996). Hun var også nomineret for bedste kvindelige hovedrolle for sin rolle i The Contender (2000), hvor hun spillede en politiker, der bliver genstanden for skandale.
Hun havde hovedrollerne i dramaet The Ice Storm, instrueret af Ang Lee og action-thrilleren Face/Off, instrueret af John Woo, begge udgivet i 1997, samt i komedien Pleasantville (1998).
I 2001 spillede Allen i miniserien The Mists of Avalon på TNT og modtog en Primetime Emmy Award nominering for rollen. I 2005 modtog hun mange positive anmeldelser for sin hovedrolle i komedie/drama Det ku' ikke være bedre, hvor hun spillede en alkoholiseret husmor.
Hun spillede CIA-institutdirektør Pamela Landy i Bourne Supremacy, Bourne Ultimatum og Bourne Legacy. Allen optrådte i Death Race, hvor hun spillede en fængselsforvalter.
I 2009 Allen medvirkede som Georgia O'Keeffe i Lifetime Television-filmen om kunstnerens liv. Allen vendte tilbage til Broadway i marts 2009, da hun spillede rollen som Katherine Keenan i Michael Jacobs skuespil Impressionism overfor Jeremy Irons på Gerald Schoenfeld Theatre.
Allen stemmelagde karakteren Delphine i Bethesda Softworks videospil The Elder Scrolls V: Skyrim i 2011. Hun udlånte også sine talenter i Thomas Nelson lydbibelproduktionen kendt som The Promise Word. I denne dramatiserede lydudgave spillede Allen karakteren Deborah. Projektet omfattede også et stort ensemble af velkendte Hollywood-aktører, herunder Jim Caviezel, Lou Gossett Jr., John Rhys-Davies, Jon Voight, Gary Sinise, Christopher McDonald, Marissa Tomei og John Schneider. 
I 2015 underskrev Allen for hovedrolle i ABC-dramaserien The Family, hvor hun spiller skurkerollen som manipulerende borgmester og matriark af sin familie.

## Privatliv
I 1990 blev Allen gift skuespiller Peter Friedman. De skiltes i 2002, men bor tæt på hinanden for at dele tid med deres datter, Sadie, født i 1994.

## Filmografi
| År   | Titel                                  | Rolle                          | Noter |
| ---- | -------------------------------------- | ------------------------------ | --- |
| 1983 | Say Goodnight, Gracie                  | Ginny                          | Tv-film |
| 1985 | Compromising Positions                 | Mary Alice Mahoney             | |
| 1985 | Evergreen                              | Iris Friedman                  | Tv-film |
| 1986 | Manhunter                              | Reba McClane                   | |
| 1986 | Zeisters                               | Lala                           | |
| 1986 | Peggy Sue Got Married                  | Maddy Nagle                    | |
| 1987 | All My Sons                            | Ann Deever                     | Tv-film |
| 1987 | The Room Upstairs                      | Ellie                          | Tv-film |
| 1988 | Tucker: The Man and His Dream          | Vera Tucker                    | |
| 1989 | In Country                             | Irene                          | |
| 1991 | Without Warning: The James Brady Story | Sarah Brady                    | Tv-film |
| 1993 | Ethan Frome                            | Zeena Frome                    | |
| 1993 | Searching for Bobby Fischer            | Bonnie Waitzkin                | |
| 1993 | Josh and S.A.M.                        | Caroline Whitney               | |
| 1995 | Mad Love                               | Margaret Roberts               | |
| 1995 | Nixon                                  | Pat Nixon                      | Boston Society of Film Critics Award for Best Supporting Actress Chicago Film Critics Association Award for Best Supporting Actress Kansas City Film Critics Circle Award for Best Supporting Actress Los Angeles Film Critics Association Award for Best Supporting Actress National Society of Film Critics Award for Best Supporting Actress Society of Texas Film Critics Award for Best Supporting Actress Nomineret—Academy Award for Best Supporting Actress Nomineret—BAFTA Award for Best Actress in a Supporting Role Nomineret—New York Film Critics Circle Award for Best Supporting Actress Nomineret—Screen Actors Guild Award for Outstanding Performance by a Cast in a Motion Picture Nomineret—Screen Actors Guild Award for Outstanding Performance by a Female Actor in a Leading Role |
| 1996 | Heksejagt                              | Elizabeth Proctor              | Critics' Choice Movie Award for Best Supporting Actress Empire Award for Best Actress Southeastern Film Critics Association Award for Best Supporting Actress Nomineret—Academy Award for Best Supporting Actress Nomineret—Boston Society of Film Critics Award for Best Supporting Actress Nomineret—Chicago Film Critics Association Award for Best Supporting Actress Nomineret—Florida Film Critics Circle Award for Best Supporting Actress Nomineret—Golden Globe Award for Best Supporting Actress – Motion Picture Nomineret—Satellite Award for Best Supporting Actress – Motion Picture |
| 1997 | The Ice Storm                          | Elena Hood                     | Nomineret—Chicago Film Critics Association Award for Best Supporting Actress Nomineret—London Film Critics Circle Award for Actress of the Year Nomineret—Satellite Award for Best Actress – Motion Picture Drama |
| 1997 | Face/Off                               | Dr. Eve Archer                 | Nomineret—Blockbuster Entertainment Award for Favorite Actress – Action/Adventure Nomineret—Saturn Award for Best Supporting Actress |
| 1998 | Pleasantville                          | Betty Parker                   | Boston Society of Film Critics Award for Best Supporting Actress Critics' Choice Movie Award for Best Supporting Actress Los Angeles Film Critics Association Award for Best Supporting Actress Online Film Critics Society Award for Best Supporting Actress Satellite Award for Best Supporting Actress – Motion Picture Saturn Award for Best Supporting Actress Southeastern Film Critics Association Award for Best Supporting Actress Nomineret—Chicago Film Critics Association Award for Best Supporting Actress Nomineret—Teen Choice Award for Funniest Scene |
| 1999 | All The Rage                           | Helen                          | |
| 2000 | When the Sky Falls                     | Sinead Hamilton                | |
| 2000 | The Contender                          | Senator Laine Billings Hanson  | Critic's Choice Alan J. Pakula Award (delt) Nomineret—Academy Award for Best Actress Nomineret—Blockbuster Entertainment Award for Favorite Actress – Drama Nomineret—Dallas-Fort Worth Film Critics Association Award for Best Actress Nomineret—Golden Globe Award for Best Actress – Motion Picture Drama Nomineret—Chicago Film Critics Association Award for Best Actress Nomineret—Independent Spirit Award for Best Lead Female Nomineret—Las Vegas Film Critics Society Award for Best Actress Nomineret—Online Film Critics Society Award for Best Actress Nomineret—Phoenix Film Critics Society Award for Best Actress Nomineret—Satellite Award for Best Actress – Motion Picture Drama Nomineret—Screen Actors Guild Award for Outstanding Performance by a Female Actor in a Leading Role    |
| 2001 | The Mists of Avalon                    | Morgause                       | TV-miniserie Nomineret—Primetime Emmy Award for Outstanding Supporting Actress in a Miniseries or Movie |
| 2003 | Off the Map                            | Arlene Groden                  | |
| 2004 | The Notebook                           | Ann Hamilton                   | |
| 2004 | The Bourne Supremacy                   | CIA Dep. Dir. Pamela Landy     | |
| 2004 | Yes                                    | She                            | Seattle International Film Festival Award for Best Actress Nomineret—British Independent Film Award for Best Actress |
| 2005 | The Upside of Anger                    | Terry Ann Wolfmeyer            | Chicago Film Critics Association Award for Best Actress Iowa Film Critics Award for Best Actress San Diego Film Critics Society Award for Best Actress Nomineret—Critics' Choice Movie Award for Best Actress Nomineret—Dallas-Fort Worth Film Critics Association Award for Best Actress Nomineret—London Film Critics Circle Award for Actress of the Year Nomineret—Online Film Critics Society Award for Best Actress Nomineret—Satellite Award for Best Actress – Motion Picture Musical or Comedy Nomineret—Washington D.C. Area Film Critics Association Award for Best Actress |
| 2006 | Bonneville                             | Carol                          | |
| 2007 | The Bourne Ultimatum                   | CIA Dep. Dir. Pamela Landy     | |
| 2008 | Death Race                             | Prison Warden Claire Hennessey | Nomineret—Saturn Award for Best Supporting Actress |
| 2009 | Hachi: A Dog's Tale                    | Kate Wilson                    | |
| 2009 | Georgia O'Keeffe                       | Georgia O'Keeffe               | Nomineret—Golden Globe Award for Best Actress – Miniseries or Television Film Nomineret—Primetime Emmy Award for Outstanding Lead Actress in a Miniseries or Movie Nomineret—Primetime Emmy Award for Outstanding Television Movie Nomineret—Producers Guild of America Award for Outstanding Producer of Long-Form Television Nomineret—Screen Actors Guild Award for Outstanding Performance by a Female Actor in a Miniseries or Television Movie |
| 2009 | The Word of Promise Lydbibel           | Deborah (stemme)               | Lydbog Voice-over |
| 2011 | The Elder Scrolls V: Skyrim            | Delphine (stemme)              | Videospil voice-over |
| 2012 | Luck                                   | Claire Lachay                  | TV-serie |
| 2012 | The Bourne Legacy                      | CIA Dep. Dir. Pamela Landy     | Cameo |
| 2014 | A Good Marriage                        | Darcy Anderson                 | |
| 2014 | The Killing                            | Colonel Margaret Rayne         | Fjedre og sidste sæson (optrådte i alle 6 afsnits); krediteret som special gæstestjerne. |
| 2015 | Room                                   | Nancy Newsome                  | Canadian Screen Award for Best Actress in a Supporting Role Nomineret—Indiana Film Journalists Association Award for Best Supporting Actress |
| 2016 | The Family                             | Claire Warren                  | |

## Teater

### Steppenwolf Theater Company
- Burn This
- The Heidi Chronicles
- Three Sisters
- Waiting For The Parade
- Love Letters
- The Marriage of Bette and Boo
- (And a Nightingale Sang...)
- The Wheel [12]